# Colégio Dom Diogo de Sousa
Die College Dom Diogo de Sousa (portugiesisch: Colégio Dom Diogo de Sousa) ist eine 1949 gegründete Privatschule in Braga im Norden Portugals.
Die Colégio Dom Diogo de Sousa befindet sich in Freguesia São Vicente.